# Duncan (priimek)
Duncan je priimek več oseb:
- Adam Duncan (1731—1804), britanski admiral
- Carmen Joan Duncan (*1942), avstralska igralka
- Dave Duncan (1933—2018), škotsko-kanadski pisatelj
- Herbert Cecil Duncan, britanski general
- Isadora Duncan, ameriška plesalka
- Johnny Duncan (1938—2006), ameriški kantri pevec
- Nigel William Duncan, britanski general
- Robert Duncan (1919—1988), ameriški pesnik
- Robert Kennedy Duncan, ameriški kemik in pedagog
- Robert Todd Duncan (1903—1998), ameriški operni pevec, baritonist
- Ronald Duncan (1914—?), angleški dramatik
- Thomas Duncan (1807—1845), škotski slikar
- Tim Duncan (*1976), ameriški košarkar
- William Edmonstone Duncan, britanski general